# 마곡초등학교
마곡초등학교는 대한민국 충청남도 공주시 사곡면 운암리에 있는 공립 초등학교이다.

## 학교 연혁
- 1934년 4월 2일 : 호계공립보통학교 부설 운암간이학교 인가
- 1943년 4월 1일 : 호계공립국민학교 운암분교장 인가
- 1945년 11월 3일 : 연종분교장 인가
- 1947년 11월 15일 : 마곡국민학교 인가
- 1960년 4월 1일 : 연종국민학교 분리
- 1972년 9월 19일 : 8개 교실 개축(2층)
- 1982년 2월 5일 : 병설유치원 설립인가(3.10개원)
- 1992년 2월 18일 : 월가분교장 본교 편입
- 1995년 3월 1일 : 농어촌진흥학교 지정
- 1996년 3월 1일 : 마곡초등학교로 개칭, 월가분교장 통합
- 2003년 3월 1일 : 농어촌거점학교 지정(2년)
- 2003년 12월 29일 : 독서교육 우수교 표창(교육감)
- 2004년 12월 13일 : 환경교육 유공 표창(교육감)
- 2005년 3월 1일 : 공주시청 지정 환경교육 시범학교 운영(4년)
- 2007년 9월 20일 : 미술교육 우수학교 표창(교육감)
- 2008년 12월 22일 : 학교변화관리 우수학교 선정(교육감)
- 2009년 11월 20일 : 영어교육시범학교 1차 운영 보고회(도지정)
- 2009년 12월 28일 : 방과후학교활동 우수학교 표창(교육장)
- 2010년 6월 30일 : 영어교육시범학교 2차 운영 보고회(도지정)
- 2010년 11월 23일 : 우수교육과정 운영 표창(교육감)
- 2011년 1월 21일 : 사교육비경감 우수학교 표창(교육감)
- 2011년 12월 27일 : 학력증진목표관리제 우수학교 표창(교육감)
- 2012년 12월 27일 : TaLK운영 우수교 표창
- 2014년 2월 4일 : 농촌체험학습 프로그램 운영 우수교 교육감 표창
- 2014년 2월 14일 : 제66회 졸업(6명) (총 3,056명)
- 2014년 3월 1일 : 초등학교 6학급 병설유치원 1학급 인가
- 2014년 12월 15일 : 충남형 혁신학교 행복나눔학교 선정
- 2015년 2월 17일 : 제67회 졸업(6명) (총 3,062명)
- 2015년 3월 1일 : 초등학교 6학급, 병설유치원 1학급 인가

## 참고 자료
- 마곡초등학교 - 한국교육학술정보원 학교알리미